# تاریخ هنگ کنگ
منطقه هنگ کنگ از عصر حجر قدیم مسکونی بوده و بعداً با ادغام بی نظیر خود در سلسله چین (۲۲۱–۲۰۶ قبل از میلاد) به بخشی از امپراتوری چین تبدیل شده‌است. این شهر که به عنوان یک دهکده ماهیگیری و سایت تولید نمک فعالیت می‌کرد، به یک بندر رایگان مهم و در نهایت به یک مرکز مالی بین‌المللی بزرگ تبدیل شد.
سلسله چینگ با پیمان نانجینگ و پایان دادن به جنگ اول تریاک، هنگ کنگ را به امپراتوری انگلیس واگذار کرد. سپس هنگ کنگ مستعمره انگلیس شد. انگلیس همچنین در جنگ دوم تریاک پیروز شد، امپراتوری چینگ را مجبور به واگذاری کولون در سال ۱۸۶۰ کرد، در حالیکه از سال ۱۸۹۸ به مدت ۹۹ سال سرزمین‌های جدید را اجاره کرد.
ژاپن در طی جنگ جهانی دوم هنگ کنگ را از سال ۱۹۴۱ تا ۱۹۴۵ اشغال کرد. با پایان جنگ در سال ۱۹۴۵، هنگ کنگ توسط نیروهای مشترک انگلیس و چین آزاد شد و به حکومت انگلیس بازگشت. هنگ کنگ، به ویژه در طول جنگ کره و جهش بزرگ، جمعیت خود را از پناهندگان سرزمین اصلی چین بسیار افزایش داد. در دهه ۱۹۵۰، هنگ کنگ از قلمرو تجارت تجاری به یکی از صنایع و تولید تبدیل شد. اصلاحات اقتصادی چین، تولیدکنندگان را بر آن داشت تا به چین مهاجرت کنند و این باعث شد هنگ کنگ صنعت تجارت و مالی خود را توسعه دهد.
در سال ۱۹۸۴، نخست‌وزیر انگلیس، مارگارت تاچر، بیانیه مشترک چین و انگلیس را امضا کرد. در اول ژوئیه ۱۹۹۷، هنگ کنگ را به حکومت چین برگرداند و قانون اساسی هنگ کنگ را تصویب کرد.
در قرن بیست و یکم، هنگ کنگ همچنان به عنوان یک مرکز مالی موفق است. با این حال، ناآرامی‌های داخلی، نارضایتی از دولت و نفوذ چین، به‌طور کلی، یک مسئله اساسی بوده‌است. اجرای برنامه ماده ۲۳ قانون اساسی هنگ کنگ موجب بحث و جدال بزرگ و تظاهرات گسترده‌ای در تاریخ ۱ ژوئیه ۲۰۰۳ شد و باعث لغو لایحه شد. شهروندان از سیستم انتخاباتی خود ابراز نارضایتی کردند و در اعتراضات سال ۲۰۱۴ در هنگ کنگ به اوج خود رسید. در سال ۲۰۱۹، لایحه پیشنهادی استرداد هنگ کنگ به عنوان گامی دیگر توسط حزب کمونیست چین برای تضعیف قانون و حقوق بشر در هنگ کنگ، با برانگیختن اعتراضات متعدد، تلقی شد. در سال ۲۰۲۰، کنگره ملی خلق قانون امنیت ملی را تصویب کرد که مورد بررسی فراکسیون طرفدار دموکراسی قرار گرفت که اعتراضات بسیاری را در سراسر جزیره برانگیخت.
نام هنگ کنگ به معنی «بندرگاه عطرآگین» است. این منطقه از حدود پنج هزار سال پیش مسکونی بوده و آثاری از دوره نوسنگی در آن یافت شده‌است. چینی‌های هان (قوم اصلی چین) در زمان دودمان سونگ بین سال‌های ۹۷۰ تا ۱۲۷۹ از شمال چین به هنگ کنگ آمدند. امروزه هنگ کنگ شهری جزیره‌ای در چین است که از دهه ۱۸۴۰ میلادی تحت حاکمیت بریتانیا بود اما در سال ۱۸۹۸، دولت‌های بریتانیا و چین معاهده‌ای را امضا کردند که براساس آن، هنگ کنگ به صورت اجاره ۹۹ ساله در اختیار بریتانیا قرار گرفت. بریتانیا در سال ۱۹۹۷، هنگ کنگ را با فرمول «یک کشور - دو نظام» به چین برگرداند. بر پایه توافق بین بریتانیا و چین، قرار است هنگ کنگ تا سال ۲۰۴۷ از درجه بالایی از خودمختاری برخوردار باشد. شهر هنگ کنگ که در سدهٔ نوزدهم همچون یک بندر بازرگانی عمل می‌کرد امروزه به صورت یک مرکز اصلی امور مالی در جهان درآمده است

## دوران ماقبل تاریخ
یافته‌های باستان‌شناسی حاکی از فعالیت بشر در هنگ کنگ به بیش از ۳۰٬۰۰۰ سال قبل برمی گردد. ابزارهای سنگی مربوط به عصر حجر قدیم در سای کونگ در وونگ تی تونگ حفاری شده‌است. ابزارهای سنگی یافت شده در سای کونگ شاید از یک ابزار سنگی باشد که از دوره نوسنگی اواخر یا عصر برنز اولیه ساخته شده‌است.

## پیمان نانجینگ
در تاریخ ۲۹ اوت ۱۸۴۲ میلادی بین بریتانیا و چین بسته شد و پایان جنگ تریاک نخست را به نفع بریتانیا رقم زد. چین در اواخر دهه ۱۸۳۰، واردات تریاک توسط تاجران انگلیسی از هند در مقابل چای چین را به دلیل افزایش اعتیاد مردم چین به تریاک و در نتیجه افزایش واردات آن و کاهش ذخایر نقره این کشور، ممنوع اعلام کرد. بریتانیا نیز در ماه ژوئن ۱۸۴۰، توسط ناوگان نیروی دریایی خود و با لشکرکشی به دهانه رود کانتون، نخستین جنگ تریاک را آغاز نمود.

### دوران استعمار هنگ کنگ (۱۸۰۰–۱۹۳۰)
هنگ کنگ از سال ۱۸۴۲ تا ۱۹۹۷ جزو مستعمرات امپراتوری بریتانیا بود.

## دوران اشغال ژاپن (دهه ۱۹۴۰)
در جنگ جهانی دوم که با حمله ارتش امپراتوری ژاپن به هنگ کنگ بریتانیا این نبرد آغاز شد و در نهایت با تسلیم فرماندار بریتانیایی هنگ کنگ و اشغال هنگ‌کنگ توسط ارتش امپراتوری ژاپن به پایان رسید.

## اعتراضات ۲۰۱۹–۲۰۲۰ هنگ کنگ
تظاهرات ۲۰۱۹–۲۰۲۰ هنگ کنگ، که به تظاهرات علیه لایحه استرداد ۲۰۱۹ هنگ کنگ نیز شناخته می‌شود، مجموعه تظاهراتی علیه لایحه استرداد مظنونان و متهمان به چین در هنگ کنگ و سایر شهرهای سراسر جهان است. این لایحه اولین بار توسط جان لی، وزیر امنیت، در فوریه ۲۰۱۹ مطرح شد. لایحه‌ای که اگر تصویب می‌شد، به مقامات محلی اجازه می‌داد تا افراد تحت تعقیب را به مناطقی که هنگ کنگ با آنها توافق‌نامهٔ استرداد ندارد، از جمله سرزمین اصلی چین و تایوان، استرداد کنند. برخی می‌ترسند این لایحه مردم و بازدید کنندگان هنگ کنگ را تحت حوزهٔ قضایی چین قرار دهد و استقلال منطقه و حقوق شهروندان را تضعیف کند. با پیشرفت اعتراضات، معترضین پنج خواسته اصلی مطرح کردند که شامل تنبیه سوء رفتار پلیس و اصلاحات دموکراتیکی بود که از زمان انقلاب چتری در سال ۲۰۱۴ فراموش شده بود. دولت اصلی چین معتقد است که از زمان بازگشت هنگ کنگ در سال ۱۹۹۷، این «بدترین بحرانی» ست که از سر می‌گذراند.
اولین تظاهرات در ۳۱ مارس صورت گرفت. بعد از دومین تظاهرات در ۲۸ آوریل، جنبش قدرت بیشتری پیدا کرد و در ماه ژوئن بود که این اعتراضات از کنترل خارج و به خشونت کشیده شد. صدها هزار نفر در ۹ ژوئن علیه این لایحه راهپیمایی کردند. به گفته سازمان دهندگان، در روز ۱۲ ژوئن، روزی که دولت سعی در ارائه این لایحه برای بار دوم در شورای قانون‌گذاری داشت، تظاهراتی با نزدیک به دو میلیون نفر معترض اتفاق افتاد. در این روز تظاهرات بیرون از مجتمع دولت مرکزی به خشونت کشیده شد و پلیس به سوی معترضان گاز اشک‌آور و گلولهٔ پلاستیکی پرتاب کرد. با این حال باز هم معترضین مانع ارایهٔ دوبارهٔ این لایحه شدند. پس از آن، تحقیقات در مورد رفتار پلیس و پاسخگویی بیشتر نسبت به اقدامات آنها، بخشی از خواسته‌های معترضین شد.